# Portret van de familie Hinlopen

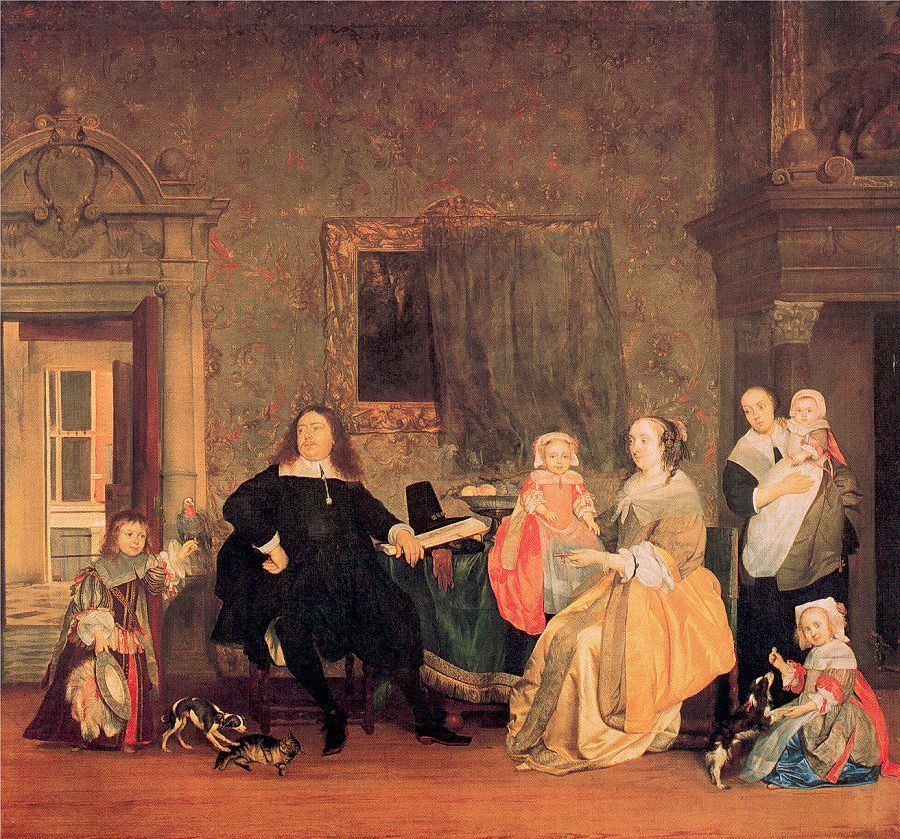
Jan J. Hinlopen met vrouw, vier kinderen, een Cubaanse papegaai, de kat en twee hondjes (1663)
door Gabriel Metsu, Gemäldegalerie Berlijn

Het portret van de familie Hinlopen is rond 1663 geschilderd door Gabriël Metsu. De Hinlopens waren destijds woonachtig op de Nieuwe Doelenstraat, naast Jacob Boreel. Het huis werd verhuurd door de erfgenamen van Pieter de Carpentier. Vanwege de grote ruimte en de gelijkenis van de schouw, ook te zien op een schilderij van Pieter de Hoogh en op de Kraamvisite, een ander schilderij door Metsu, en in het bezit van Jan J. Hinlopen, die in 1661 schepen op het stadhuis was geworden, hebben kunsthistorici geopperd dat Metsu het gezelschap situeerde in de vroedschapskamer van het stadhuis op de Dam.
Een goede kopie van dit schilderij is te zien in Museum Geelvinck-Hinlopen Huis

## Geschiedenis van het schilderij
Jan J. Hinlopen en Leonora Huydecoper hadden ten tijde van het ontstaan van dit portret vier kinderen:
- Jacob (20 januari 1658 – 12 juli 1664),
- Johanna Maria (16 april 1659 – 15 juni 1719),
- Sara (12 juni 1660 – 16 juni 1749), en
- Geertruy (1 januari 1662 – 14 augustus 1663).

In 1663 verloor Hinlopen zijn jongste dochter aan de mazelen, zijn vrouw stierf enkele maanden later na een miskraam. Zijn enige zoon stierf het jaar daarop op het buiten Pijnenburg en werd begraven in Lage Vuursche. Johanna Maria en Sara Hinlopen werden opgevoed door Lucia Wijbrants, hun stiefmoeder. In 1672 hertrouwde die een burgemeester in Utrecht. De twee rijke weeskinderen zijn opgenomen door Jacob J. Hinlopen, hun oom, woonachtig op de Kloveniersburgwal en de Herengracht. Hij hield de collectie schilderijen van zijn broer onder beheer tot 1679.
De volgende eigenaar van het schilderij moet Sara Hinlopen zijn geweest. Zij erfde het schilderij in februari 1680, toen de collectie van haar vader onder de beide erfgenamen werd verloot. Het is niet onmogelijk dat zij het schilderij eerst in 1719 erfde na de dood van haar oudere zus. Rond 1749 liet zij het schilderij na aan haar achterneef.
- Nicolaes Geelvinck liet het schilderij na aan zijn zoon;
- Joan Geelvinck gaf het schilderij door aan zijn dochter;
- Maria Petronella Geelvinck nam het schilderij mee naar Zwitserland. Zij was in 1787 getrouwd met de Zwitser Anton Tschiffely (1759-1824), tot 1785 militair in dienst van het Staatse leger.

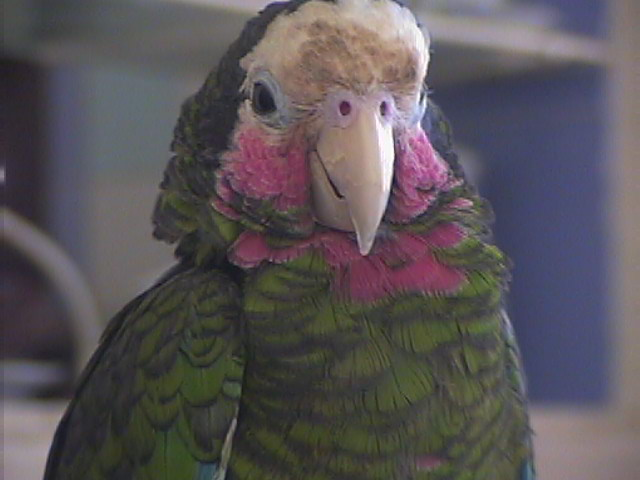
Het roze keeltje van de Cubaanse papegaai

In 1832, na de dood van Maria Petronella Geelvinck (Amsterdam, 1769 - Parijs, 1831) werd het schilderij door haar erfgenamen, de familie Tschiffely uit Bern, van de hand gedaan. Het schilderij werd gekocht door Königliche Gemäldegalerie in Berlijn. Aan het einde van de 19e eeuw stond het schilderij daar bekend als Familie des Kaufmanns Gelfing. In 1907 beschreef de bekende kunsthistoricus Cornelis Hofstede de Groot de papegaai op het schilderij. Hij noemde het schilderij bovendien saai. In 1957 noemde Gerard Brom het nog steeds De familie Geelvinck en Metsu kondigt in breed formaat en pronkkleren de achttiende eeuw aan.
In 1976 hernoemde Isabella van Eeghen het schilderij De familie van burgemeester Gillis Valckenier, en situeerde het in 1657. De vogel, vastgehouden door het jongetje is echter geen valk, maar een Cubaanse papegaai, herkenbaar aan het roze keeltje. Niet iedereen was overtuigd van de argumenten van Van Eeghen. Bob Haak beschreef in 1984 nog steeds het schilderij als voorstellende De familie Geelvinck. Vanwege de gelijkenis van de man op een schilderij van Bartholomeus van der Helst heeft Judith van Gent de geschiedenis opnieuw uitgezocht en kwam tot de conclusie dat het niet de familie Geelvinck, maar Hinlopen voorstelde, hetgeen aannemelijk is vanwege de alliantie tussen beide families en vond ook bewijzen in het testament van Jan J. Hinlopen. Niettemin wordt het schilderij nog steeds in de literatuur maar ook op het internet met de foutieve naamgeving aangehaald.